# Samsara (álbum)
Samsara é o segundo álbum de estúdio da banda de death metal e deathcore Venom Prison, lançado em março de 2019.

## Faixas
| N.º            | Título                                   | Duração |  |
| 1.             | "Matriphagy"                             | 3:51    |  |
| 2.             | "Megillus & Leaena"                      | 4:38    |  |
| 3.             | "Uterine Industrialisation"              | 4:42    |  |
| 4.             | "Self Inflicted Violence"                | 4:18    |  |
| 5.             | "Deva's Enemy"                           | 1:25    |  |
| 6.             | "Asura's Realm"                          | 4:15    |  |
| 7.             | "Sadistic Rituals"                       | 3:45    |  |
| 8.             | "Implementing the Metaphysics of Morals" | 5:13    |  |
| 9.             | "Dukkha"                                 | 3:42    |  |
| 10.            | "Naraka"                                 | 5:55    |  |
| Duração total: | Duração total:                           | 41:19   |  |

## Créditos
- Venom Prison - Compositor, artista primário